# Кааба
Кааба — будівля, кам'яна споруда прямокутної форми в центрі Священної Мечеті (аль-Масждид аль-Харам) у Мецці, головне святилище ісламу, яке мусульмани називають аль-Бейт аль-Харам, що означає «священний дім». Мусульмани всього світу під час молитви звертаються обличчям у напрямку Кааби. Навколо Кааби під час хаджу здійснюється обряд таваф.
Каабу виготовлено з граніту і вкрито зверху тканиною, усередині є приміщення. Її висота становить 15 метрів, довжина і ширина, відповідно, 10 і 12 метрів. Кути Кааби розташовано за сторонами світу і вони мають назви «єменський» (південний), «іракський» (північний), «левантійський» (західний) і «кам'яний» (східний), де на рівні 1,5 м вбудовано чорний камінь (аль-Хаджар аль-Есвад).

## Історія
Хто і коли вперше побудував Каабу — невідомо. Відомо, що Кааба була священним місцем для народів Аравії задовго до виникнення ісламу. За мусульманською версією, Кааба пов'язана з Авраамом та його сином Ізмаїлом, від якого походять мешканці цих місць. Під час будівництва Кааби Ібрагім стояв на пласкому камені, який міг літати над землею. Цей камінь, на якому зберігся відбиток ступні Ібрагіма, є священним для мусульман і має назву Макам Ібрагім (місце стояння Ібрагіма). Він знаходиться за декілька метрів від Кааби.

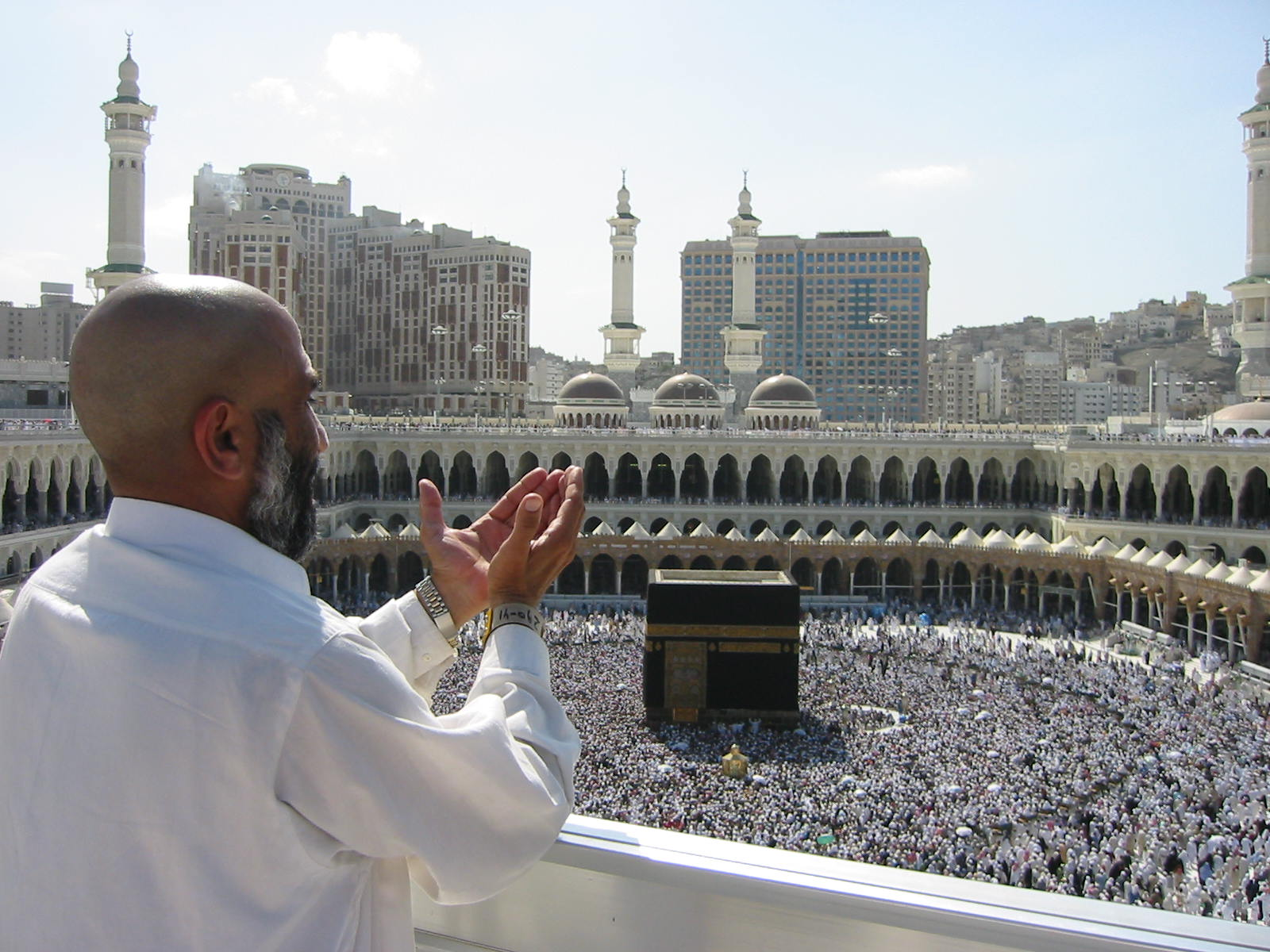
Паломник біля Кааби

У доісламський період тут був племінний бетиль (шановане вмістилище божества) місцевих жителів. Пізніше на території, що оточує Каабу, було встановлено 360 ідолів божеств, яким молилися аравійські племена, що двічі на рік приходили до Мекки на ярмарок. Під час свого «прощального» паломництва 630 року Мухаммед знищив ідолів, що стояли поруч із Каабою, зберігши, однак зображення Маріам (діви Марії) та Іси (Ісуса).
Значення Мекки (а, отже, і Кааби) як священного місця для мусульман дуже зросло після того, як на другому році після Хіджри (623/624) Мухаммед змінив кіблу (напрямок для молитов). З цього часу мусульмани стали молитися, звернувши свій погляд у бік Мекки. Згодом в одкровеннях були викладені правила здійснення паломництва до Кааби.

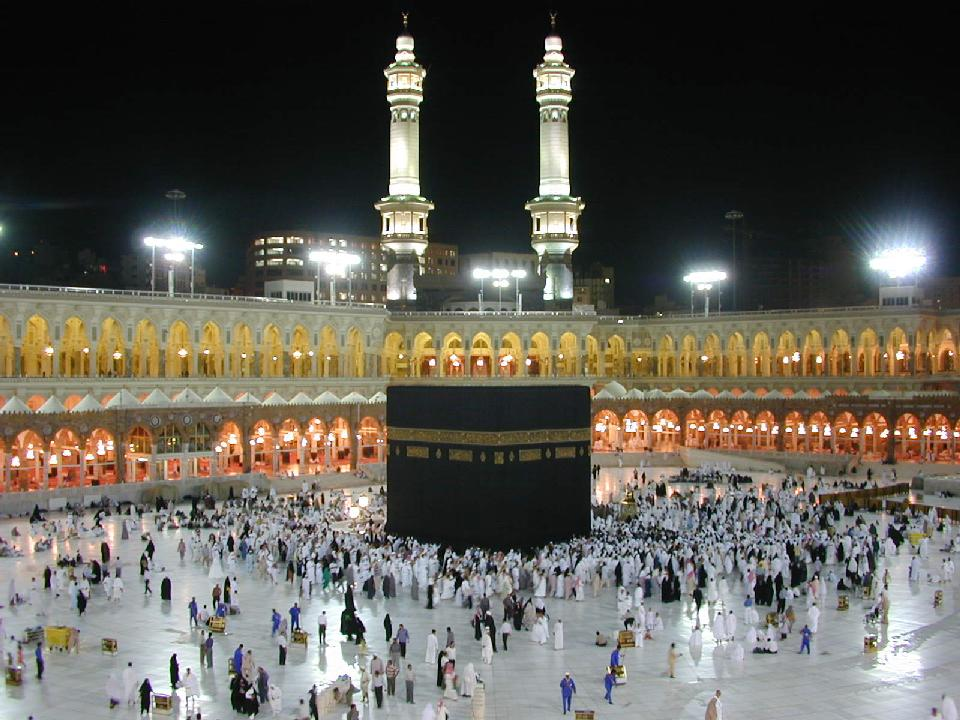
Кааба вночі

Кааба неодноразово перебудовувалася. Вперше це відбулося за другого «праведного» халіфа Умара ібн Абд аль-Хаттаба. В епоху Омеядів халіф Абд аль-Малік розширив територію мечеті, реставрував її, встановивши прикрашені мозаїкою арки, які були привезені із Сирії та Єгипту. В епоху Аббасидів за наказом халіфа Абу Джафар аль-Мансура територію мечеті було знову розширено, а на периметрі влаштовано галерею. Велика реконструкція місця навколо святилища також здійснювалася за османського султана Абд аль-Маджида. Останню розбудову території навколо Кааби (1981 року) зроблено королем Саудівської Аравії Фахд ібн Абд аль-Азізом.
Зараз територія мечеті Месджед аль-Харам із майданом навколо Кааби становить 193 000 кв. м. Мечеть можуть одночасно відвідати 130 тисяч мусульман. У кутах мечеті стоять 10 мінаретів, шість із яких (разом з надбудовами у вигляді півмісяця) сягають висоти 105 метрів.
Щорічно для Кааби виготовляють особливе покривало — Кісву. Його верхню частину прикрашають вишиті золотом вислови з Корану. Для виготовлення Кісви потрібно 875 квадратних метрів тканини, товщина якої сягає двох і більше міліметрів.

## Чорний камінь
Чорний камінь (аль-Хаджар аль-Есвад) вбудовано в східному («кам'яному») куті Кааби, на рівні 1,5 м. Його видима поверхня — приблизно 16,5 на 20 см.
Природа Чорного каменя невідома. Деякі дослідники вважають його метеоритом, інші вважають його великим шматком невідомої вулканічної породи, адже кам'яниста Аравія рясніє згаслими вулканами.
Відповідно до мусульманської традиції, цей камінь впав з неба перед вигнаними з раю Адамом та Євою, показуючи місце, де потрібно будувати перший храм. За однією з версій це був ангел-хранитель Адама, обернений на камінь після того, як припустився гріхопадіння свого підопічного.
За переказами, коли Чорний камінь спустили з неба, він був сліпучої білизни та блищав так, що його було видно за чотири дні ходи від Мекки. Але поступово, від дотиків численних грішників, камінь темнів, поки не перетворився на зовсім чорний.
930 року кармати (прихильники радикальної шиїтської секти ісмаїлітів), що оселилися в Бахрейні, викрали Чорний камінь, і до Мекки його було повернено лише 951 року. Справжність каменя встановили за властивістю не тонути у воді. 1050 року божевільний єгипетський халіф послав людину з метою знищити реліквію. Кааба двічі горіла, а 1626 року її затопило. Після всіх цих нещасть, камінь розколовся на 15 шматків. Зараз їх скріплено цементним розчином і вміщено у срібне обрамлення.
Паломники прагнуть поцілувати Чорний камінь, а якщо це не вдається, то хоча б доторкнутися до нього.